# Пандивере
Пандивере (на естонски: Pandivere kõrgustik; на руски: Пандивере) е обширно ниско възвишение в западната част на Източноевропейската равнина, заемащо северната част на Естония. Максимална височина „връх“ Емумяги 166 m, 58°56′18″ с. ш. 26°22′28″ и. д. / 58.938333° с. ш. 26.374444° и. д., разположена в югоизточната му част, на 1 km североизточно от едноименното село. Релефът на възвишението представлява вълнисто-моренна, на места хълмиста равнина с добре изразени на югоизток ози (древноледникови моренни валове) с дължина до 50 km. Основата му е изградена от силурски варовици, в които силно са представени разнообразни карстови форми. От възвишението във всички посоки водят началото си множество реки, в т.ч. Кейла, Пирита, Ягала, Валгейъйги и Кунда (на север), Касари (на запад), Педя (на юг), Пярну (на югозапад). Голяма част от територията му са обработваеми земеделски земи. Най-важните населени места са градовете: Раквере, Тапа, Пайде, Рапла и Кехра.